# Сонцецвіт (альманах)
«Сонцецвіт» — літературно-мистецький альманах, випуск 1, виданий 1922 групою письменників і митців емігрантів з Центральних і Східних Земель у Тарнові (Польща), з графічними працями П. Ковжуна і П. Холодного молодшого, з символістичними здебільше поезіями Ю. Липи, Н. Лівицької, М. Обідного, П. Тенянка, Є. Іваненка й ін.